# Les Deux Chemins (film, 1911)
Pour les articles homonymes, voir Les Deux Chemins et Les Deux Sœurs.
Pour plus de détails, voir Fiche technique et Distribution.
Les Deux Chemins ou Les Deux Sœurs est un court métrage muet français réalisé par Albert Capellani, sorti en 1911.

## Fiche technique
- Titre : Les Deux Chemins
- Titre alternatif : Les Deux Sœurs
- Réalisation : Albert Capellani
- Scénario : Léon Hennique
- Photographie :
- Montage :
- Producteur :
- Société de production : Société cinématographique des auteurs et gens de lettres (S.C.A.G.L.)
- Société de distribution :  Pathé Frères
- Pays d'origine :  France
- Langue : film muet avec les intertitres en français
- Métrage : 290 mètres
- Format : Noir et blanc — 35 mm — 1,33:1 —  Muet
- Genre : Comédie dramatique
- Durée : 9 minutes 40
- Dates de sortie :
  -  France : 30 juin 1911

## Distribution
- Mistinguett : Rosa, la cadette
- Juliette Clarens : Madeleine, l'aînée des sœurs
- Jacques Grétillat : le lutteur
- Roger Monteaux : Jacques
- Gaston Fred
- Émile André
- Marie-Louise Roger
- Jacques Faivre
- Gaston Dupray
- Gaston Sainrat
- Edmond Godot
- Paul Chartrettes
- Albert Darville
- Suzanne Layrac
- Fernand Tauffenberger
- Fernand Tauffenberger fils
- Wagner
- Candieux
- Gonnet
- Victorins
- Chauveau
- Mario
- Madame Cassagne
- Vernaud
- Bessy
- Hélyane
- Cambey
- Desgrez
- Delson
- Eygen
- Schmidt
- Barlay
- Rousseau
- Le petit Siméon